# Intuition (canção)
"Intuition" foi o quinto e último single tirado do álbum multiplatinado Left of the Middle da cantora australiana Natalie Imbruglia.

## Lançamento
O single foi lançado no final do ano de 1998, após quatro exitosos compactos do álbum, saindo promocionalmente em CD para rádios apenas na Austrália. Contudo, o mesmo terminou não sendo disponibilizado comercialmente no país.
No Reino Unido, onde emplacou três singles no Top 5, Natalie chegou a divulgar a música em algumas apresentações na televisão, entretanto o single não atingiu as rádios. Da mesma forma, não houve videoclipe para promoção do mesmo na televisão e internet.

## CD Single
- Austrália (RCA PROCD21091)[2]

1. "Intuition" - 3:22

## Ligações Externas
- "Intuition" no Deezer (para ouvir)